# Enkomion
Das Enkomion (altgriechisch ἐγκώμιον, von κῶμος kōmos „festlicher Umzug“; Plural Enkomien) ist in der Antike zunächst ein an einen berühmten Menschen gerichtetes Lob- und Preisgedicht, das die Tugenden (altgriechisch ἀρεταί aretai) des Betreffenden ausführt und feiert, im Unterschied zu dem sich an Götter richtenden Hymnos.
Beispiele solcher Gedichte sind das Enkomion des Ibykos auf den jungen Polykrates, den zukünftigen Tyrannen von Samos, oder das des Simonides von Keos auf Skopas II. von Krannon in Thessalien.
Eine Sonderform des Preisgedichts ist das Epinikion, das die Sieger bei den großen Wettkämpfen (Agonen) zum Gegenstand hatte. Die Enkomia des Pindar sind eine Sammlung solcher Gedichte. Epinikion ist eine von alexandrinischen Gelehrten geprägte Bezeichnung. Die Dichter selbst bevorzugten Enkomion, entsprechend den Umständen der Darbietung des Gedichts, da das Enkomion nicht beim Wettkampf selbst aufgeführt wurde, sondern wenn der festliche Zug – der Komos – mit dem Sieger in dessen Heimatstadt zurückkehrte.
Ab dem 4. Jahrhundert v. Chr. werden auch beliebige Personen oder Sachen verherrlichende Prosatexte als Enkomien bezeichnet. Ein erstes berühmtes Beispiel ist das Lob der Helena des Gorgias von Leontinoi, der sich bemüht, die Unschuld der mythologischen Helena an ihrer Entführung und deren Folgen zu beweisen. In der Folge entstehen Enkomien nicht nur auf die würdigen Gestalten der Mythologie und der Geschichte, sondern auch auf Hetären,  Kochtöpfe, Steine, Mäuse und auf das Salz. Das Enkomion des Isokrates auf Euagoras I., den zuvor verstorbenen König von Salamis auf Zypern, ist als reife, etablierte und völlig ausgebildete rhetorische Form ausgeführt.
Eine weitere Blüte erlebte das Enkomion in der zweiten Sophistik der römischen Kaiserzeit. Dion von Prusa verfasste Enkomien auf das Haar, den Papagei, die Stechmücke, auf Herakles und auf Platon, Lukian von Samosata verfasste Lobreden auf die Fliege, auf die Heimat und auf Demosthenes. Auch an der Theorie wurde gearbeitet: Man bemühte sich, das Enkomion vom epainos (ἔπαινος Epainos „Lob“) abzugrenzen, die bei den in Platons Symposion auf Eros gehaltenen Lobreden noch synonym verwendet wurden, und Aelius Theon unterschied nun das sich an einen Lebenden richtenden Enkomion vom Epitaphios, der Lobrede auf einen Toten. Von Aelius Theon stammt auch die Ableitung des Enkomions vom Komos.
In der Spätantike wird diese Theorie der Lobrede, die Enkomiastik, weiter ausgearbeitet und formalisiert und zum Gegenstand der Fachkunde des Enkomiographen, des professionellen Verfassers von Lobreden.
Siehe auch:
- Eloge
- Laudatio
- Panegyrikus
- Polychronion (in den Ostkirchen)